# Ioniță Scipione Bădescu
Ioniță Scipione Bădescu (Nagyrajtolc, 1847. május 15. – Botoșani, 1904. október 4.) román költő, publicista.

## Élete
Gyermekként árvaságra jutott. Középfokú iskoláit Belényesen, Nagyváradon és Balázsfalván végezte. Balázsfalván barátkozott össze Mihai Eminescuval. 1867-től a budapesti egyetem hallgatója volt. 1870-ben Jászvásáron telepedett le, ahol a Junimea köréhez tartozott. 1871 és 1873 között a Noul Curier de Iași című lapot szerkesztette, 1872 és 1873 között gimnáziumban tanított. 1874-ben Bécsbe ment, ahol elvégezte a kereskedelmi akadémiát, ezután Botoșani-ban pénzügyi tisztviselőként dolgozott. 1886-tól a Curierul Român szerkesztője volt. Róla mintázta Eminescu Szárnyaszegett géniusz című regényének főhősét.

## Munkássága
Első, 1868-ban Pesten megjelent verseskötete Petőfi és Vörösmarty hatását tükröző saját költemények mellett magyar nyelvből készült fordításokat tartalmaz. Később is sokat fordított magyarból románra ill. románból magyarra. A magyar folyóiratokban (pl. a Vasárnapi Ujságban) gyakran megjelenő, a román kultúráról és közéletről szóló ismeretterjesztő cikkeit Bágyaiként szignálta. Erdély északi részén és Máramarosban népdalszövegeket gyűjtött. Románra fordította Az apostolt.

## Művei
- Poezii. Pesta, 1868
- Coroana României. București, 1881